# Obornjača (Ada)
Obornjača è un villaggio della Serbia situato nella municipalità di Ada, nel  distretto del Banato Settentrionale, in provincia di Voivodina. La popolazione, maggiormente composta dagli Ungheresi, conta 389 abitanti (censimento del 2002).